# روزاریو نادال
ماریا دل روزاریو نادال و فوستر د پویگدورفیلا (زاده ۲۲ اکتبر ۱۹۶۸)، همچنین به عنوان شاهزاده خانم پرسلاو، مشاور، کارگردان هنری و مدل سابق اسپانیایی است.
او یکی از اعضای ارشد خانواده سلطنتی بلغارستان به عنوان همسر کریل، شاهزاده پرسلاو است که در سال ۲۰۰۹ از او جدا شد.
او که در اصل عضو اشراف اسپانیایی است، نوه خواکین د پویگدورفیلا و زافورتزا، کنت نهم اولوکائو است. خانواده او از طریق دخترش ایزابل موکتزوما به امپراتور آزتک موکتزوما دوم می‌رسند.